# Arthroleptis xenodactyloides
Arthroleptis xenodactyloides é uma espécie de anura da família Arthroleptidae.
Pode ser encontrada nos seguintes países: Malawi, Moçambique, Tanzânia, Zâmbia, Zimbabwe e possivelmente em República Democrática do Congo.
Está ameaçada por perda de habitat.